# 3T
3T – amerykański zespół R&B, założony przez trzech synów Tito Jacksona (z The Jackson 5), brata Michaela Jacksona, oraz Delores "Dee Dee" Jackson. W skład grupy wchodzą, od najstarszego: Toriano Adaryll Jackson II (Taj), Taryll Adren Jackson i Tito Joe Jackson (TJ).

## Kariera
3T wydali swój debiutancki album Brotherhood w 1995 roku. Na całym świecie sprzedano ok. 3 miliony jego egzemplarzy. Międzynarodowym hitem stał się pierwszy singel Anything, którego współautorem był Mintman (Carsten Mortensen). W Europie wydano kilka przebojów zespołu, w tym 24/7, Why (duet ze stryjem, Michaelem Jacksonem), I Need You (w którym również zaśpiewał Michael), Tease me oraz Gotta Be You. W 1996 roku byli drugą, po Spice Girls, grupą według sprzedaży płyt w Europie. Muzycy z 3T pisali i produkowali również ścieżki dźwiękowe do filmów, takich jak The Jacksons: An American Dream, Uwolnić orkę i Uwolnić orkę 2, a także Men in Black oraz Trippin'. Taryll pisał również piosenki dla swej ciotki, Janet Jackson, a także dla Lindsay Lohan. Na początku 1997 roku wyruszyli z albumem Brotherhood w trasę po Europie, na której wykonywali zarówno piosenki ze swojego albumu, jak i przeboje Jackson 5, wraz z ojcem, Tito Jacksonem ('Poppa T'), a także hit zespołu Oasis, Wonderwall.
Po podpisaniu w 2003 r. kontraktu z francuską wytwórnią TF1/NRJ 3T kontynuowało swe koncerty we Francji, Holandii i Belgii. W 2004 r. zespół związał się z wytwórnią holenderską, Digidance, która dystrybuowała ich muzykę w tym kraju. 23 marca 2004 r. wydali album zatytułowany Identity. Z albumu tego pochodzą dwa single: Stuck on You (cover piosenki Lionela Richiego) oraz Sex Appeal. Poza Europą nie były one wydane, jednakże w 2008 r. Identity ukazało się w iTunes oraz Amazon.com, uzyskując szeroką rzeszę fanów.
Bracia wystąpili podczas odcinka show This Is David Gest z 22 kwietnia 2007 r., gdzie zaśpiewali piosenkę tytułową Crazy Kinda Guy. W odcinku tym zaprezentowano dom rodziny Jacksonów w Encino w Kalifornii, w którym nastąpiło spotkanie z 3T, Tito Jacksonem oraz jego matką, Katherine Jackson. W innym odcinku tego programu muzycy nagrywali w swoim studiu piosenkę tytułową.

## Dyskografia

### Albumy
- 1995: Brotherhood
- 2004: Identity

### Single
- 1995: "Anything"(poz. 2 UK, poz. 15 US)
- 1995: "24/7" (poz. 11 UK)
- 1996: "Tease Me" (poz. 103 US)
- 1996: "Why" (feat. Michael Jackson) (poz. 2 UK, poz. 112 US)
- 1996: "I Need You" (feat. Michael Jackson) (poz. 3 UK)
- 1996: "Gotta Be You" (poz. 10 UK)
- 1997: "Eternal Flame" – Tomoya i 3T" (poz. 12 Japonia)
- 2003: "Stuck on You" – cover Lionela Richiego (poz. 3 Holandia)
- 2004: "Sex Appeal"
- 2005: "If You Leave Me Now" (T-Rio i 3T)
- 2010: "We Are the World 25 for Haiti" (różni wykonawcy)

### Nagrania gościnne
- 1993: "Didn't Mean To Hurt You" (na ścieżce dźwiękowej Uwolnić orkę)
- 1995: "What Will It Take" (na ścieżce dźwiękowej Uwolnić orkę 2)
- 1997: "Waiting For Love" (na ścieżce dźwiękowej Men in Black)
- 1999: "Thinkin' " (na scieżce dźwiękowej Trippin')